# Cyrtopogon vandykei
Cyrtopogon vandykei là một loài ruồi trong họ Asilidae. Cyrtopogon vandykei được Wilcox & Martin miêu tả năm 1936. Loài này phân bố ở vùng Tân Bắc giới.